# نصف تقليدي
النظام النصف الكلاسيكي أو النصف التقليدي لنظام فيزيائي، في ميكانيكا الكم، هو نظام حيث مؤثرات النظام الفيزيائي المدروس كبيرة بالنسبة لثابت بلانك {\displaystyle \hbar }. رياضيا، يرجع هذا إلى توسيع تقريبي للقيم الفيزيائية الكمية في جوار.{\displaystyle \hbar =0}

لا يمكن إهمال دراسة النظام النصف التقليدي لأن لانهاية {\displaystyle \hbar \to 0} في ميكانيكا الكم هي«حالة خاصة فريدة» في نطاق نظرية الاضطرابات. 

لتوضيح كل هذا، لنفترض جسيم غير نسبي كتلته m تحت تأثير قوة محافظة مشتقة من طاقة كامنة {\displaystyle V({\vec {r}})}. البحث عن الحالات الخاصة تمر عبر حل معادلة شرودنغر غير المرتبطة بالزمن:
{\displaystyle -\ {\frac {\hbar ^{2}}{2m}}\ \Delta \psi _{n}({\vec {r}})\ +\ V({\vec {r}})\ \psi _{n}({\vec {r}})\ =\ E_{n}\ \psi _{n}({\vec {r}})}
إذن لانهاية {\displaystyle \hbar \to 0} هو «حالة فريدة»، لأنها ليست معادلة دات اشتقاقات جزئية.